# Jean Alingué Bawoyeu
Jean Alingue Bawoyeu (født 18. august 1937 i N'Djamena, Tchad), har været premierminister i perioden 4. marts 1991 – 20. maj 1992.

## Eksterne links
- Africa Database Arkiveret 18. august 2006 hos  Wayback Machine